# RAF Lindholme
RAF Lidholme (do czerwca 1940 RAF Hatfield Woodhouse) – baza RAF położona ok. 10 km na wschód od Doncaster (hrabstwo South Yorkshire). Jedna z bardziej znanych baz RAF używanych w okresie II wojny światowej przez dywizjony bombowe 304 i 305 Polskich Sił Powietrznych. Zamknięta w 1985. Na jej terenie znajduje się obecnie Centrum Resocjalizacji.

## Zobacz
- Bazy RAF używane przez PSP